# Tommaso De Pra
Tommaso De Pra (né le 16 décembre 1938 à Mortara, dans la province de Pavie, en Lombardie) est un coureur cycliste italien des années 1960.

## Biographie
Professionnel de 1963 à 1971, Tommaso De Pra remporte huit victoires au cours de sa carrière.
Il participe à deux Tours de France sans pouvoir les terminer. Sur l'édition 1966, il porte pendant un jour le maillot jaune lors de la onzième étape.

## Palmarès

### Palmarès amateur
- 1962
  - Gran Coppa Vallestrona
- 1963
  - 2e de Milan-Varzi
  - 2e du Trofeo Papà Bertolino
  - 2e de Milan-Tortone
  - 3e du Gran Premio della Baraggia

### Palmarès professionnel
- 1965
  - Coppa Agostoni
  - 3e du Trophée Baracchi (avec Giuseppe Fezzardi)
- 1966
  - 10e étape du Tour de France
  - 3e de la Coppa Sabatini
- 1967
  - 3e étape de Tirreno-Adriatico
  - 6e étape du Tour de Suisse
  - 2e du Grand Prix de la ville de Camaiore
  - 3e des Trois vallées varésines
- 1968
  - 3ea étape du Tour d'Espagne
- 1969
  - 3e du Tour des Apennins

## Résultats sur les grands tours

### Tour de France
2 participations
- 1966 : hors délais (16e étape), vainqueur de la 10e étape,  maillot jaune pendant un jour
- 1971 : abandon (10e étape)

### Tour d'Italie
4 participations
- 1965 : 55e
- 1967 : 68e
- 1968 : 53e
- 1969 : 72e

### Tour d'Espagne
1 participation
- 1968 : non-partant (18e étape), vainqueur de la 3ea étape